# Heroizm
Heroizm – zdolność dokonywania wielkich czynów przez bohaterów lub ludzi  wyróżniających się wyjątkową świadomością swojej misji historycznej, często utożsamiany z męstwem.
Pojęcie heroizmu wprowadził do refleksji historiozoficznej Giambattista Vico. W wieku XIX związało się z historiozofiami i koncepcjami politycznymi prawicy oraz indywidualizmem, (Thomas Carlyle, Friedrich Nietzsche) – występował też jednak, chociaż rzadziej, w myśli lewicowej (Stanisław Brzozowski), a nawet komunistycznej (Antonio Gramsci, „heroizm proletariacki”).